# Roger Piantoni
Roger Piantoni (Étain, 26 de desembre de 1931 - Nancy, 26 de maig de 2018) fou un futbolista francès que jugava com a davanter. Destacà a les dècades de 1950 i 1960 i fou internacional amb la selecció francesa.
Va jugar com a titular la final de la Copa d'Europa de 1959, que l'Stade de Reims va perdre contra el Reial Madrid al Neckarstadion de Stuttgart, i que suposà la quarta Copa d'Europa consecutiva per als blancs.

## Trajectòria
- 1950-57 : FC Nancy
- 1957-64 : Stade de Reims
- 1964-66 : OGC Nice

## Palmarès
- 3r al Mundial de 1958 amb França.
- Finalista de la Copa d'Europa el 1959 amb Stade Reims.
- Campió de la lliga francesa el 1958, 1960 i 1962 amb Stade Reims.
- Màxim golejador de la lliga francesa el 1951 amb Nancy i el 1961 amb Stade Reims.
- Campió de la Copa de França el 1958 amb Stade Reims.
- Campió de la Copa Mohamed V el 1962 amb Stade Reims.
- 37 partits i 18 gols amb França entre 1952 i 1961.